# Jerko Leko
Jerko Leko (Zagabria, 9 aprile 1980) è un allenatore di calcio ed ex calciatore croato, di ruolo centrocampista, tecnico del Jarun.

## Caratteristiche tecniche
Impiegato principalmente come mediano, poteva essere schierato come esterno di centrocampo, centrocampista centrale o terzino destro.

## Carriera

### Giocatore

#### Club
Cresciuto nella Dinamo Zagabria, nel 2000 ha debuttato in prima squadra. Dopo due stagioni con la Dinamo Zagabria, il 2 settembre 2002 si è trasferito in Ucraina, alla Dinamo Kiev, che ha pagato 4 milioni di euro per il suo cartellino. Ha militato nel club ucraino per quattro anni, vincendo due campionati, una Kubok Ukraïny e una Superkubok Ukraїny. Il 4 luglio 2006 è stato ufficializzato il suo trasferimento al Monaco, club francese. Dopo quattro stagioni nel club monegasco, il 18 giugno 2010 si è trasferito in Turchia, al Bucaspor. L'esperienza con il club turco è durata una sola stagione, durante la quale ha realizzato 2 reti in 34 presenze complessive. Nel maggio 2011 è stato ufficializzato il suo ritorno alla Dinamo Zagabria, a distanza di 9 anni dall'ultima stagione con il club croato. Il 4 agosto 2014 si è trasferito in prestito al Lokomotiva Zagabria. Nella stagione successiva, l'ultima da calciatore, il Lokomotiva Zagabria lo ha acquistato a titolo definitivo.

#### Nazionale
Ha debuttato in Nazionale maggiore l'8 maggio 2002, nell'amichevole Ungheria-Croazia (0-2). Ha messo a segno la sua prima (ed unica) rete con la maglia della Nazionale il 29 marzo 2003, in Croazia-Belgio (4-0), siglando il gol del definitivo 4-0 al minuto 76. Ha partecipato, con la selezione croata, ai Mondiali 2006, agli Europei 2004 e agli Europei 2008. È sceso in campo, inoltre, nelle qualificazioni al Mondiali 2006, nelle qualificazioni ai Mondiali 2010, nelle qualificazioni agli Europei 2004 e 2008. Ha totalizzato, con la maglia della Nazionale croata, 59 presenze e una rete.

### Allenatore
Terminata la carriera da calciatore, nel 2016 è diventato vice allenatore del Lokomotiva Zagabria. Nella stagione successiva è diventato tecnico della formazione Under-19 del Lokomotiva Zagabria. Il 5 gennaio 2021 è diventato tecnico del Hrvatski Dragovoljac. L'esperienza al Hrvatski Dragovoljac, però, è stata brevissima: il 9 gennaio 2021, appena quattro giorni dopo l'annuncio, ha lasciato il club ed è diventato nuovo tecnico della prima squadra del Lokomotiva Zagabria. Il 13 marzo 2021 è stato sollevato dall'incarico. Il 6 luglio 2021 è diventato tecnico del Jarun.

## Statistiche

### Presenze e reti nei club
| Stagione                   | Squadra                    | Campionato                 | Campionato | Campionato | Coppe nazionali | Coppe nazionali | Coppe nazionali | Coppe continentali | Coppe continentali | Coppe continentali | Altre coppe | Altre coppe | Altre coppe | Totale | Totale | Totale |
| Stagione                   | Squadra                    | Comp                       | Pres       | Reti       | Comp            | Pres            | Reti            | Comp               | Pres               | Reti               | Comp        | Pres        | Reti        | Pres   | Reti   |        |
| -------------------------- | -------------------------- | -------------------------- | ---------- | ---------- | --------------- | --------------- | --------------- | ------------------ | ------------------ | ------------------ | ----------- | ----------- | ----------- | ------ | ------ | ------ |
| 2000-2001                  | Dinamo Zagabria            | PHNL                       | 16         | 0          | HNK             | 1               | 0               | CL+UEFA            | 0+0                | 0+0                | -           | -           | -           | 17     | 0      |        |
| 2001-2002                  | Dinamo Zagabria            | PHNL                       | 25         | 4          | HNK             | 2               | 1               | UEFA               | 4                  | 0                  | -           | -           | -           | 31     | 5      |        |
| giu.-set. 2002             | Dinamo Zagabria            | PHNL                       | 4          | 1          | HNK             | 0               | 0               | UEFA               | 0                  | 0                  | HNS         | 1           | 0           | 5      | 1      |        |
| Totale Dinamo Zagabria     | Totale Dinamo Zagabria     | Totale Dinamo Zagabria     | 45         | 5          |                 | 3               | 1               |                    | 4                  | 0                  |             | 1           | 0           | 53     | 6      |        |
| set. 2002-2003             | Dinamo Kiev                | VL                         | 18         | 3          | KU              | 5               | 1               | CL+UEFA            | 5+2                | 0+0                | -           | -           | -           | 30     | 4      |        |
| 2003-2004                  | Dinamo Kiev                | VL                         | 22         | 3          | KU              | 1               | 0               | CL                 | 7                  | 1                  | -           | -           | -           | 30     | 4      |        |
| 2004-2005                  | Dinamo Kiev                | VL                         | 16         | 1          | KU              | 5               | 0               | CL+UEFA            | 6+2                | 0+0                | SKU         | 0           | 0           | 29     | 1      |        |
| 2005-2006                  | Dinamo Kiev                | VL                         | 6          | 0          | KU              | 0               | 0               | CL                 | 1                  | 0                  | SKU         | 0           | 0           | 7      | 0      |        |
| Totale Dinamo Kiev         | Totale Dinamo Kiev         | Totale Dinamo Kiev         | 62         | 7          |                 | 11              | 1               |                    | 23                 | 1                  |             | 0           | 0           | 96     | 9      |        |
| 2006-2007                  | Monaco                     | L1                         | 28         | 1          | CF+CDLL         | 2+0             | 0+0             | -                  | -                  | -                  | -           | -           | -           | 30     | 1      |        |
| 2007-2008                  | Monaco                     | L1                         | 29         | 1          | CF+CDLL         | 2+2             | 0+0             | -                  | -                  | -                  | -           | -           | -           | 33     | 1      |        |
| 2008-2009                  | Monaco                     | L1                         | 24         | 2          | CF+CDLL         | 1+1             | 0+0             | -                  | -                  | -                  | -           | -           | -           | 26     | 2      |        |
| 2009-2010                  | Monaco                     | L1                         | 4          | 0          | CF+CDLL         | 1+0             | 0+0             | -                  | -                  | -                  | -           | -           | -           | 5      | 0      |        |
| Totale Monaco              | Totale Monaco              | Totale Monaco              | 85         | 4          |                 | 9               | 0               |                    | -                  | -                  |             | -           | -           | 94     | 4      |        |
| 2010-2011                  | Bucaspor                   | SL                         | 30         | 2          | TK              | 4               | 0               | -                  | -                  | -                  | -           | -           | -           | 34     | 2      |        |
| 2011-2012                  | Dinamo Zagabria            | PHNL                       | 23         | 2          | HNK             | 7               | 1               | CL                 | 12                 | 0                  | -           | -           | -           | 42     | 3      |        |
| 2012-2013                  | Dinamo Zagabria            | PHNL                       | 14         | 2          | HNK             | 0               | 0               | CL                 | 4                  | 0                  | -           | -           | -           | 18     | 2      |        |
| 2013-2014                  | Dinamo Zagabria            | PHNL                       | 25         | 1          | HNK             | 5               | 0               | CL+EL              | 1+1                | 0+0                | HNS         | 0           | 0           | 32     | 1      |        |
| giu.-ago. 2014             | Dinamo Zagabria            | PHNL                       | 1          | 0          | HNK             | 0               | 0               | CL+EL              | 0+0                | 0+0                | HNS         | 1           | 0           | 2      | 0      |        |
| Totale Dinamo Zagabria     | Totale Dinamo Zagabria     | Totale Dinamo Zagabria     | 63         | 5          |                 | 12              | 1               |                    | 18                 | 0                  |             | 1           | 0           | 94     | 6      |        |
| ago. 2014-2015             | Lokomotiva Zagabria        | PHNL                       | 29         | 4          | HNK             | 2               | 0               | -                  | -                  | -                  | -           | -           | -           | 31     | 4      |        |
| 2015-2016                  | Lokomotiva Zagabria        | PHNL                       | 26         | 0          | HNK             | 3               | 1               | EL                 | 3                  | 0                  | -           | -           | -           | 32     | 1      |        |
| Totale Lokomotiva Zagabria | Totale Lokomotiva Zagabria | Totale Lokomotiva Zagabria | 55         | 4          |                 | 5               | 1               |                    | 3                  | 0                  |             | -           | -           | 63     | 5      |        |
| Totale carriera            | Totale carriera            | Totale carriera            | 340        | 27         |                 | 44              | 4               |                    | 48                 | 1                  |             | 2           | 0           | 434    | 32     |        |

### Cronologia presenze e reti in nazionale
| Cronologia completa delle presenze e delle reti in nazionale ― Croazia | Cronologia completa delle presenze e delle reti in nazionale ― Croazia | Cronologia completa delle presenze e delle reti in nazionale ― Croazia | Cronologia completa delle presenze e delle reti in nazionale ― Croazia | Cronologia completa delle presenze e delle reti in nazionale ― Croazia | Cronologia completa delle presenze e delle reti in nazionale ― Croazia | Cronologia completa delle presenze e delle reti in nazionale ― Croazia | Cronologia completa delle presenze e delle reti in nazionale ― Croazia |
| Data                                                                   | Città                                                                  | In casa                                                                | Risultato                                                              | Ospiti                                                                 | Competizione                                                           | Reti                                                                   | Note                                                                   |
| ---------------------------------------------------------------------- | ---------------------------------------------------------------------- | ---------------------------------------------------------------------- | ---------------------------------------------------------------------- | ---------------------------------------------------------------------- | ---------------------------------------------------------------------- | ---------------------------------------------------------------------- | ---------------------------------------------------------------------- |
| 8-5-2002                                                               | Pécs                                                                   | Ungheria                                                               | 0 – 2                                                                  | Croazia                                                                | Amichevole                                                             | -                                                                      | 17’ 78’                                                                |
| 21-8-2002                                                              | Varaždin                                                               | Croazia                                                                | 1 – 1                                                                  | Galles                                                                 | Amichevole                                                             | -                                                                      | 46’                                                                    |
| 12-10-2002                                                             | Sofia                                                                  | Bulgaria                                                               | 2 – 0                                                                  | Croazia                                                                | Qual. Euro 2004                                                        | -                                                                      | 15’                                                                    |
| 20-11-2002                                                             | Timișoara                                                              | Romania                                                                | 0 – 1                                                                  | Croazia                                                                | Amichevole                                                             | -                                                                      | 64’                                                                    |
| 12-2-2003                                                              | Spalato                                                                | Croazia                                                                | 0 – 0                                                                  | Polonia                                                                | Amichevole                                                             | -                                                                      | 63’                                                                    |
| 29-3-2003                                                              | Zagabria                                                               | Croazia                                                                | 4 – 0                                                                  | Belgio                                                                 | Qual. Euro 2004                                                        | 1                                                                      | 46’                                                                    |
| 2-4-2003                                                               | Varaždin                                                               | Croazia                                                                | 2 – 0                                                                  | Andorra                                                                | Qual. Euro 2004                                                        | -                                                                      |                                                                        |
| 30-4-2003                                                              | Solna                                                                  | Svezia                                                                 | 1 – 2                                                                  | Croazia                                                                | Amichevole                                                             | -                                                                      | 46’                                                                    |
| 11-6-2003                                                              | Tallinn                                                                | Estonia                                                                | 0 – 1                                                                  | Croazia                                                                | Qual. Euro 2004                                                        | -                                                                      | 72’                                                                    |
| 20-8-2003                                                              | Ipswich                                                                | Inghilterra                                                            | 3 – 1                                                                  | Croazia                                                                | Amichevole                                                             | -                                                                      | 60’                                                                    |
| 6-9-2003                                                               | Andorra la Vella                                                       | Andorra                                                                | 0 – 3                                                                  | Croazia                                                                | Qual. Euro 2004                                                        | -                                                                      | 32’ 46’                                                                |
| 11-10-2003                                                             | Zagabria                                                               | Croazia                                                                | 1 – 0                                                                  | Bulgaria                                                               | Qual. Euro 2004                                                        | -                                                                      | 89’                                                                    |
| 15-11-2003                                                             | Zagabria                                                               | Croazia                                                                | 1 – 1                                                                  | Slovenia                                                               | Qual. Euro 2004                                                        | -                                                                      | 46’                                                                    |
| 19-11-2003                                                             | Lubiana                                                                | Slovenia                                                               | 0 – 1                                                                  | Croazia                                                                | Qual. Euro 2004                                                        | -                                                                      | 75’ 90’                                                                |
| 18-2-2004                                                              | Spalato                                                                | Croazia                                                                | 1 – 2                                                                  | Germania                                                               | Amichevole                                                             | -                                                                      | 46’                                                                    |
| 31-3-2004                                                              | Zagabria                                                               | Croazia                                                                | 2 – 2                                                                  | Turchia                                                                | Amichevole                                                             | -                                                                      | 46’                                                                    |
| 28-4-2004                                                              | Skopje                                                                 | Macedonia                                                              | 0 – 1                                                                  | Croazia                                                                | Amichevole                                                             | -                                                                      | 46’                                                                    |
| 29-5-2004                                                              | Fiume                                                                  | Croazia                                                                | 1 – 0                                                                  | Slovacchia                                                             | Amichevole                                                             | -                                                                      | 66’                                                                    |
| 17-6-2004                                                              | Leiria                                                                 | Croazia                                                                | 2 – 2                                                                  | Francia                                                                | Euro 2004 - 1º turno                                                   | -                                                                      | 68’ 78’                                                                |
| 18-8-2004                                                              | Varaždin                                                               | Croazia                                                                | 1 – 0                                                                  | Israele                                                                | Amichevole                                                             | -                                                                      | 77’                                                                    |
| 4-9-2004                                                               | Reykjavík                                                              | Croazia                                                                | 3 – 0                                                                  | Ungheria                                                               | Qual. Mondiali 2006                                                    | -                                                                      | 78’                                                                    |
| 8-9-2004                                                               | Göteborg                                                               | Svezia                                                                 | 0 – 1                                                                  | Croazia                                                                | Qual. Mondiali 2006                                                    | -                                                                      | 63’ 78’                                                                |
| 9-10-2004                                                              | Zagabria                                                               | Croazia                                                                | 2 – 2                                                                  | Bulgaria                                                               | Qual. Mondiali 2006                                                    | -                                                                      | 57’                                                                    |
| 9-2-2005                                                               | Gerusalemme                                                            | Israele                                                                | 3 – 3                                                                  | Croazia                                                                | Amichevole                                                             | -                                                                      | 70’                                                                    |
| 26-3-2005                                                              | Zagabria                                                               | Croazia                                                                | 4 – 0                                                                  | Islanda                                                                | Qual. Mondiali 2006                                                    | -                                                                      | 78’ 90+1’                                                              |
| 4-6-2005                                                               | Sofia                                                                  | Bulgaria                                                               | 1 – 3                                                                  | Croazia                                                                | Qual. Mondiali 2006                                                    | -                                                                      | 82’                                                                    |
| 7-9-2005                                                               | Ta' Qali                                                               | Malta                                                                  | 1 – 1                                                                  | Croazia                                                                | Qual. Mondiali 2006                                                    | -                                                                      | 68’                                                                    |
| 12-10-2005                                                             | Budapest                                                               | Ungheria                                                               | 0 – 0                                                                  | Croazia                                                                | Qual. Mondiali 2006                                                    | -                                                                      | 63’                                                                    |
| 12-11-2005                                                             | Coimbra                                                                | Portogallo                                                             | 2 – 0                                                                  | Croazia                                                                | Amichevole                                                             | -                                                                      | 40’                                                                    |
| 29-1-2006                                                              | Hong Kong                                                              | Corea del Sud                                                          | 2 – 0                                                                  | Croazia                                                                | Amichevole                                                             | -                                                                      | 27’                                                                    |
| 1-2-2006                                                               | Hong Kong                                                              | Hong Kong                                                              | 0 – 4                                                                  | Croazia                                                                | Amichevole                                                             | -                                                                      |                                                                        |
| 1-3-2006                                                               | Basilea                                                                | Croazia                                                                | 3 – 2                                                                  | Argentina                                                              | Amichevole                                                             | -                                                                      | 82’                                                                    |
| 23-5-2006                                                              | Vienna                                                                 | Austria                                                                | 1 – 4                                                                  | Croazia                                                                | Amichevole                                                             | -                                                                      | 70’                                                                    |
| 28-5-2006                                                              | Osijek                                                                 | Croazia                                                                | 2 – 2                                                                  | Iran                                                                   | Amichevole                                                             | -                                                                      | 64’                                                                    |
| 3-6-2006                                                               | Wolfsburg                                                              | Croazia                                                                | 0 – 1                                                                  | Polonia                                                                | Amichevole                                                             | -                                                                      | 63’                                                                    |
| 7-6-2006                                                               | Lancy                                                                  | Croazia                                                                | 1 – 2                                                                  | Spagna                                                                 | Amichevole                                                             | -                                                                      |                                                                        |
| 13-6-2006                                                              | Berlino                                                                | Brasile                                                                | 1 – 0                                                                  | Croazia                                                                | Mondiali 2006 - 1º turno                                               | -                                                                      | 40’                                                                    |
| 22-6-2006                                                              | Stoccarda                                                              | Australia                                                              | 2 – 2                                                                  | Croazia                                                                | Mondiali 2006 - 1º turno                                               | -                                                                      | 65’                                                                    |
| 16-8-2006                                                              | Livorno                                                                | Italia                                                                 | 0 – 2                                                                  | Croazia                                                                | Amichevole                                                             | -                                                                      | 46’ 50’                                                                |
| 6-9-2006                                                               | Mosca                                                                  | Russia                                                                 | 0 – 0                                                                  | Croazia                                                                | Qual. Euro 2008                                                        | -                                                                      | 70’                                                                    |
| 7-10-2006                                                              | Zagabria                                                               | Croazia                                                                | 7 – 0                                                                  | Andorra                                                                | Qual. Euro 2008                                                        | -                                                                      | 69’                                                                    |
| 11-10-2006                                                             | Zagabria                                                               | Croazia                                                                | 2 – 0                                                                  | Inghilterra                                                            | Qual. Euro 2008                                                        | -                                                                      | 82’                                                                    |
| 15-11-2006                                                             | Tel Aviv                                                               | Israele                                                                | 3 – 4                                                                  | Croazia                                                                | Qual. Euro 2008                                                        | -                                                                      | 81’                                                                    |
| 7-2-2007                                                               | Fiume                                                                  | Croazia                                                                | 2 – 1                                                                  | Norvegia                                                               | Amichevole                                                             | -                                                                      | 80’                                                                    |
| 2-6-2007                                                               | Tallinn                                                                | Estonia                                                                | 0 – 1                                                                  | Croazia                                                                | Qual. Euro 2008                                                        | -                                                                      | 74’                                                                    |
| 6-6-2007                                                               | Zagabria                                                               | Croazia                                                                | 0 – 0                                                                  | Russia                                                                 | Qual. Euro 2008                                                        | -                                                                      | 8’ 72’                                                                 |
| 12-9-2007                                                              | Andorra la Vella                                                       | Andorra                                                                | 0 – 6                                                                  | Croazia                                                                | Qual. Euro 2008                                                        | -                                                                      |                                                                        |
| 13-10-2007                                                             | Zagabria                                                               | Croazia                                                                | 1 – 0                                                                  | Israele                                                                | Qual. Euro 2008                                                        | -                                                                      | 24’                                                                    |
| 16-10-2007                                                             | Fiume                                                                  | Croazia                                                                | 3 – 0                                                                  | Slovacchia                                                             | Amichevole                                                             | -                                                                      | 46’                                                                    |
| 6-2-2008                                                               | Spalato                                                                | Croazia                                                                | 0 – 3                                                                  | Paesi Bassi                                                            | Amichevole                                                             | -                                                                      | 70’                                                                    |
| 26-3-2008                                                              | Glasgow                                                                | Scozia                                                                 | 1 – 1                                                                  | Croazia                                                                | Amichevole                                                             | -                                                                      | 63’                                                                    |
| 24-5-2008                                                              | Fiume                                                                  | Croazia                                                                | 1 – 0                                                                  | Moldavia                                                               | Amichevole                                                             | -                                                                      | 72’                                                                    |
| 12-6-2008                                                              | Klagenfurt am Wörthersee                                               | Croazia                                                                | 2 – 1                                                                  | Germania                                                               | Euro 2008 - 1º turno                                                   | -                                                                      | 8’ 72’                                                                 |
| 16-6-2008                                                              | Klagenfurt                                                             | Croazia                                                                | 1 – 0                                                                  | Polonia                                                                | Euro 2008 - 1º turno                                                   | -                                                                      |                                                                        |
| 20-8-2008                                                              | Maribor                                                                | Slovenia                                                               | 2 – 3                                                                  | Croazia                                                                | Amichevole                                                             | -                                                                      | 31’                                                                    |
| 6-9-2008                                                               | Zagabria                                                               | Croazia                                                                | 3 – 0                                                                  | Kazakistan                                                             | Qual. Mondiali 2010                                                    | -                                                                      | 87’                                                                    |
| 15-10-2008                                                             | Zagabria                                                               | Croazia                                                                | 4 – 0                                                                  | Andorra                                                                | Qual. Mondiali 2010                                                    | -                                                                      | 60’                                                                    |
| 6-6-2009                                                               | Zagabria                                                               | Croazia                                                                | 2 – 2                                                                  | Ucraina                                                                | Qual. Mondiali 2010                                                    | -                                                                      | 46’ 82’                                                                |
| 8-10-2009                                                              | Fiume                                                                  | Croazia                                                                | 3 – 2                                                                  | Qatar                                                                  | Amichevole                                                             | -                                                                      | 90’                                                                    |
| Totale                                                                 |                                                                        | Presenze                                                               | 59                                                                     |                                                                        | Reti                                                                   | 1                                                                      |                                                                        |

| Cronologia completa delle presenze e delle reti in nazionale ― Croazia under 21 | Cronologia completa delle presenze e delle reti in nazionale ― Croazia under 21 | Cronologia completa delle presenze e delle reti in nazionale ― Croazia under 21 | Cronologia completa delle presenze e delle reti in nazionale ― Croazia under 21 | Cronologia completa delle presenze e delle reti in nazionale ― Croazia under 21 | Cronologia completa delle presenze e delle reti in nazionale ― Croazia under 21 | Cronologia completa delle presenze e delle reti in nazionale ― Croazia under 21 | Cronologia completa delle presenze e delle reti in nazionale ― Croazia under 21 |
| Data                                                                            | Città                                                                           | In casa                                                                         | Risultato                                                                       | Ospiti                                                                          | Competizione                                                                    | Reti                                                                            | Note                                                                            |
| ------------------------------------------------------------------------------- | ------------------------------------------------------------------------------- | ------------------------------------------------------------------------------- | ------------------------------------------------------------------------------- | ------------------------------------------------------------------------------- | ------------------------------------------------------------------------------- | ------------------------------------------------------------------------------- | ------------------------------------------------------------------------------- |
| 5-6-2001                                                                        | Riga                                                                            | Lettonia under 21                                                               | 1 – 1                                                                           | Croazia under 21                                                                | Qual. Europeo Under-21 2002                                                     | -                                                                               | 35’ 50’                                                                         |
| Totale                                                                          |                                                                                 | Presenze                                                                        | 1                                                                               |                                                                                 | Reti                                                                            | 0                                                                               |                                                                                 |

## Palmarès

### Giocatore

#### Club

##### Competizioni nazionali
- Campionato croato: 1

Dinamo Zagabria: 2011-2012
- Coppa di Croazia: 3

Dinamo Zagabria: 2000-2001, 2001-2002, 2011-2012
- Supercoppa di Croazia: 1

Dinamo Zagabria: 2002
- Campionato ucraino: 2

Dinamo Kiev: 2002-2003, 2003-2004
- Coppa d'Ucraina: 3

Dinamo Kiev: 2002-2003, 2004-2005, 2005-2006
- Supercoppa d'Ucraina: 2

Dinamo Kiev: 2004, 2006